# American Journal of Chinese Studies
Az American Journal of Chinese Studies az American Association for Chinese Studies által kiadott, 1984-ben alapított sinológiai szakfolyóirat.

## Leírás
Az 1984-ben alapított lektorált, sinológiai szakfolyóirat évente kétszer – áprilisban és októberben – jelenik meg.

## Fordítás
- Ez a szócikk részben vagy egészben  az   American Journal of Chinese Studies című angol Wikipédia-szócikk fordításán alapul.  Az eredeti cikk szerkesztőit annak laptörténete sorolja fel. Ez a jelzés csupán a megfogalmazás eredetét és a szerzői jogokat jelzi, nem szolgál a cikkben szereplő információk forrásmegjelöléseként.